# Верхній Семен-Єгор-Йоль
Верхній Семе́н-Єго́р-Йоль або Верхній Семе́н-Єго́р-Єль (рос. Верхний Семен-Егор-Ёль, Верхний Семен-Егор-Ель) — річка в Республіці Комі, Росія, права притока річки Когель, правої притоки річки Ілич, правої притоки річки Печора. Протікає територією Вуктильського міського округу та Троїцько-Печорського району.
Річка протікає на південь, південний схід та південь. Нижня течія знаходиться на території Троїцько-Печорського району.